# Svetlana Chernoúsova
Svetlana Albértovna Chernoúsova –en ruso, Светлана Альбертовна Черноусова– (Krasnoyarsk, 18 de septiembre de 1970) es una deportista rusa que compitió en biatlón.
Ganó dos medallas de oro en el Campeonato Mundial de Biatlón, en los años 2000 y 2003, y cuatro medallas en el Campeonato Europeo de Biatlón entre los años 1998 y 2005.

## Palmarés internacional
| Campeonato Mundial | Campeonato Mundial    | Campeonato Mundial | Campeonato Mundial |
| Año                | Lugar                 | Medalla            | Prueba             |
| ------------------ | --------------------- | ------------------ | ------------------ |
| 2000               | Oslo (Noruega)        | Medalla de oro     | Relevos            |
| 2003               | Janty-Mansisk (Rusia) | Medalla de oro     | Relevos            |
| Campeonato Europeo |                       |                    |                    |
| Año                | Lugar                 | Medalla            | Prueba             |
| 1998               | Minsk (Bielorrusia)   | Medalla de plata   | Relevos            |
| 1999               | Izhevsk (Rusia)       | Medalla de oro     | Relevos            |
| 2004               | Minsk (Bielorrusia)   | Medalla de oro     | Relevos            |
| 2005               | Novosibirsk (Rusia)   | Medalla de oro     | Velocidad          |